# Пантелеймон Хрисофакис
Пантелеймон (на гръцки: Παντελεήμων Β΄) е гръцки православен духовник.

## Биография
Роден е със светското име Николаос Хрисофакис (Νικόλαος Χρυσοφάκης) в 1925 година в Атина като шесто дете на Михаил Хрисофакис и Асимия Адами. В 1942 година започва да учи богословие в Атинския университет, който завършва в 1947 година с отличие. Ръкоположен е за дякон през юли 1950 г. от митрополит Пантелеймон Воденски и е назначен за проповедник в Енидже Вардар. След назначаването на митрополит Пантелеймон на солунския архиепископски престол, го последва в Солун като проповедник. На 15 юни 1951 година е ръкоположен за свещеник, а след това за архимандрит със заповед на архиепископ Спиридон Гръцки. От 1953 до 1955 година учи в Сорбоната в Париж. След завръщането си в Гърция е настоятел на университетския храм „Въведение Богородично“ в Атина, свещеник в „Свети Василий“ на улица „Мецово“ в Атина, заместник-директор на Службата за апостолическа диакония, секретар на пресцентъра на атинската архиепископия, секретар на синодалния съд, преподавател в църковното училище Ризарио, както и в Солун и в Пенделския манастир.
През 1965 година е избран за самоски и икарийски митрополит.
През юли 1974 година е избран за заеме солунската катедра. Интронизиран е на 3 август в катедралния храм „Света София“. По време на управлението му в града са върнати мощите на покровителя му Свети Димитър от Сан Лоренцо ин Кампо в Италия, както и пристигат част от мощите на Свети Павел от Виена. Митрополит Пантелеймон въвежда седмицата на Свети Димитър и построява множество храмове в епархията си. В 1996 година става почетен доктор по пастирско и общо богословие на Солунския университет.
Умира в Иверския манастир на 9 юли 2003 година. Погребан е до църквата „Свети Димитър“.